# Chervetita
La chervetita és un mineral de la classe dels fosfats. Anomenada així pel mineralogista francès Jean Chervet.

## Classificació
Segons la classificació de Nickel-Strunz, la chervetita pertany a «08.FA - Polifosfats, poliarsenats i [4]-polivanadats, sense OH i H₂O; dímers que comparteixen vèrtex de tetraedres» juntament amb els següents minerals: blossita, petewilliamsita, pirocoproïta, pirofosfita i ziesita.

## Característiques
La chervetita és un fosfat de fórmula química Pb₂(V₂O₇). Cristal·litza en el sistema monoclínic. La seva duresa a l'escala de Mohs és 2 a 2,5.

## Formació i jaciments
Es forma en zones d'oxidació en dipòsits d'urani rics en vanadi i plom. A la seva localitat tipus ha estat trobat associat a francevil·lita, curienita, mounanaïta, čechita, hedífana, duttonita i vanuralita. Ha estat descrita a la República Txeca, Gabon, Alemanya i als EUA.